# Eiko Wada
Eiko Wada (和田映子?, Wada Eiko; 14 aprile 1939) è un'ex nuotatrice giapponese, che ha partecipato alle Olimpiadi di Melbourne 1956 e di Roma 1960, gareggiando nei 100m sl e Staffetta 4x100m sl.
Ai III Giochi asiatici, ha vinto 1 bronzo nei 400m sl.